# Radiografia

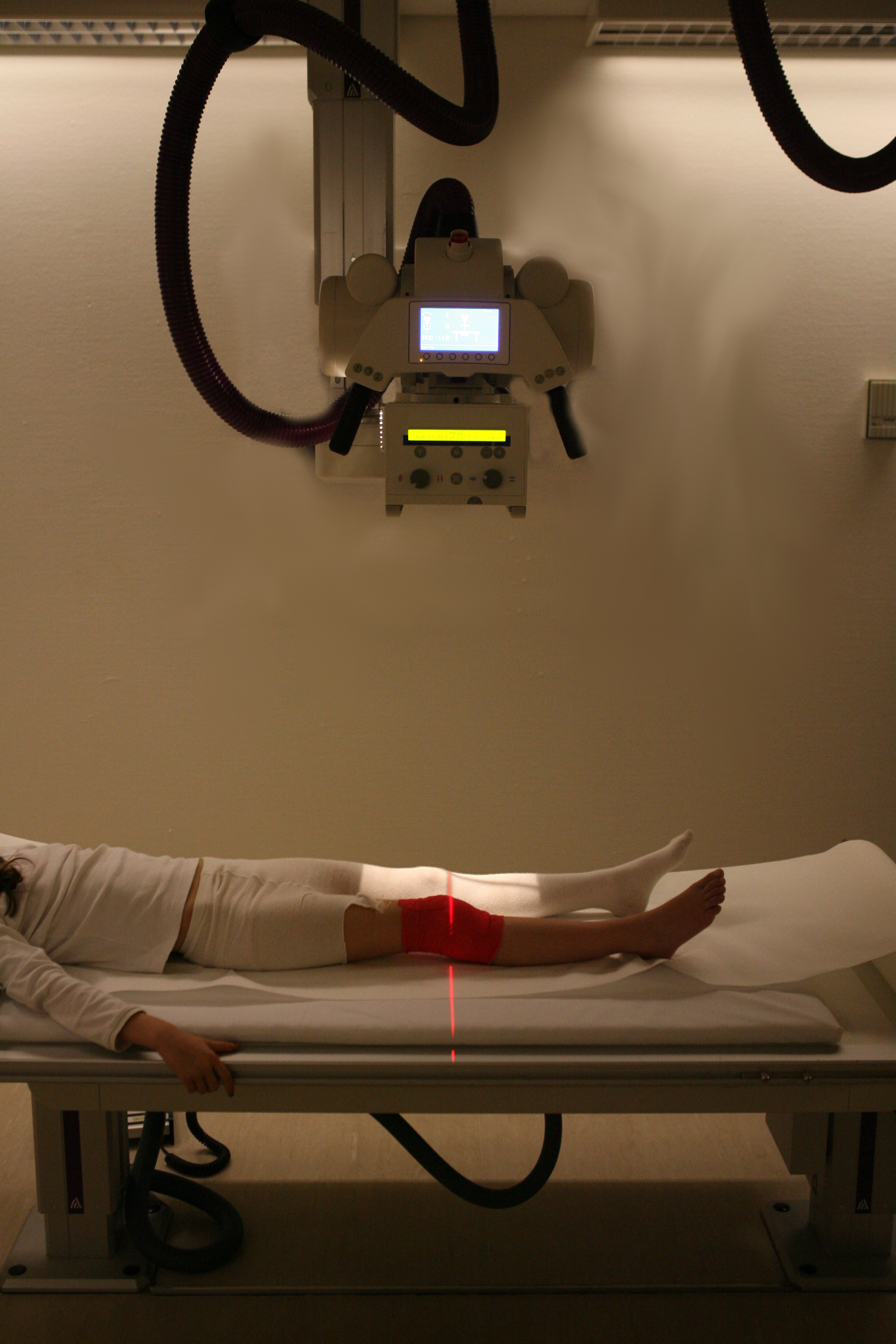
Radiografia do joelho em um moderno equipamento de raios X

Radiografia é uma técnica de exame de imagem que utiliza raios X para ver um material cuja composição não é uniforme como o corpo humano. Um feixe heterogêneo de raios X é produzido por um gerador e projetado sobre um objeto. A densidade e a composição de cada área determina a quantidade de raios X absorvida. Os raios X que atravessam são capturados atrás do objeto por um detector (seja filme fotográfico ou detector digital). Produz-se então uma representação em duas dimensões de todas as estruturas superpostas.
O feixe de raios X, transmitido através do paciente, impressiona o filme radiográfico, o qual, uma vez revelado, proporciona uma imagem que permite distinguir estruturas e tecidos com propriedades diferenciadas. Durante o exame radiográfico os raios X interagem com os tecidos através do efeito fotoelétrico e Compton. Em relação à probabilidade de ocorrência destes efeitos, obtém-se imagens radiográficas que, mostram tonalidades de cor cinza bem diferenciadas; conforme a densidade, tudo o que está dentro do corpo surge em uma cor diferente numa radiografia.
Nos ossos, a radiografia acusa fraturas, tumores, distúrbios de crescimento e postura. Nos pulmões, pode proporcionar o diagnóstico da pneumonia ao câncer. Em casos de ferimento com armas de fogo, ela é capaz de localizar onde foi parar o projétil dentro do corpo. Para os dentistas, é um recurso fundamental para apontar as cáries. Na densitometria óssea, os raios X detectam a falta de mineral nos ossos e podem acusar a osteoporose, comum em mulheres após a menopausa. Na radiografia contrastada, é possível diferenciar tecidos com características bem similares, tais como os músculos e os vasos sangüíneos, através do uso de substâncias de elevado número atômico (iodo ou o suspensão de sulfato de bário). Ainda, o raio-X possibilitou o surgimento de exames como a tomografia axial computorizada (TAC) que, com ajuda do computador, é capaz de fornecer imagens em vários planos, de forma rápida e precisa, utilizando quantidades mínimas de radiação.
Um tipo especial de radiografia, feita nos pulmões, chama-se broncografia. Devido o contraste gerado pelos tecidos, normalmente é mais difícil o registro de uma radiografia realizada em um tórax, o que difere também conforme o sexo.

## História

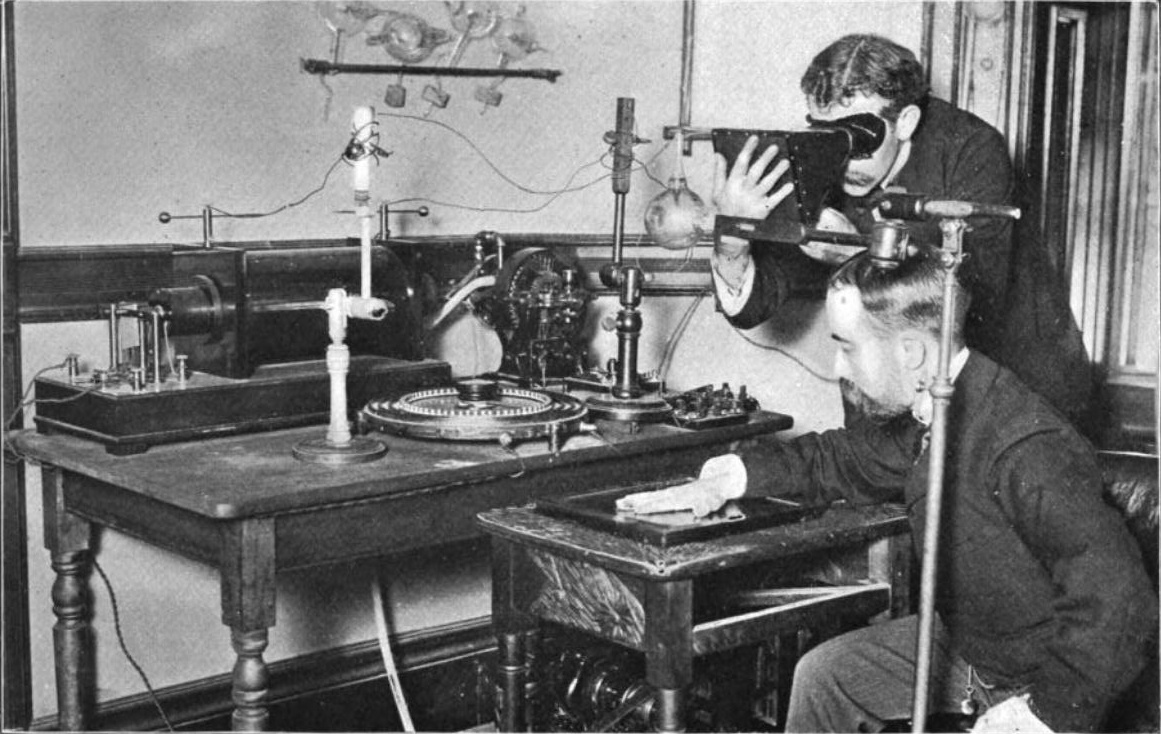
Obtenção de uma imagem de raios X com o aparelho de tubos de Crookes, finais de 1800

A descoberta dos raios-x se deu em 1895 enquanto Röntgen desenvolvia estudos sobre os raios catódicos em seu laboratório. O trabalho se iniciou quando Röntgen observou que os raios catódicos se propagavam para fora da ampola de Crookes, notando luminescência em uma placa de platinocianureto de bário quando uma corrente elétrica passava pela ampola. Através de estudos, testes e ideias, Röntgen descobriu os “novos raios”, os quais denominou de raios-x por não saber exatamente de qual tipo de raio se tratava e também para distingui-los de outros tipos.
Röntgen realizou variados testes com diferentes objetos posicionados entre os raios e a placa. Enquanto segurava esses objetos para realização dos testes, pode visualizar um leve esboço dos ossos de sua mão. Aprofundando os testes, Röntgen trocou a placa por uma chapa fotográfica e, a partir disso, teve certeza de que havia descoberto algo interessante.
Temos a radiografia da mão da esposa de Röntgen, como sendo a primeira radiografia realizada. 

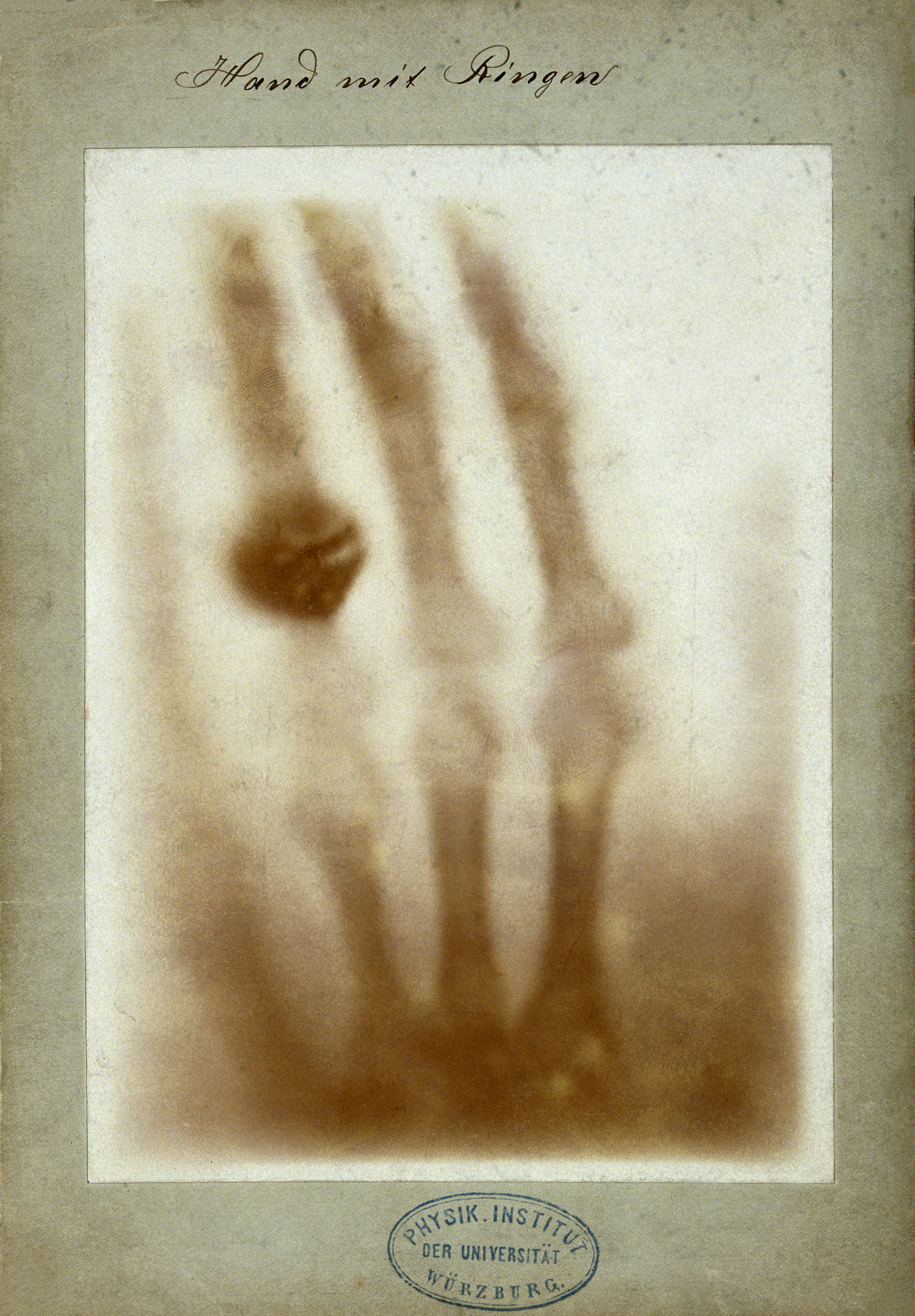
A primeira radiografia

Röntgen ficou conhecido como o descobridor de um milagre médico. Radiografias passaram a ser realizadas com frequência como tratamento paliativo de câncer dolorosos e em tratamento de lesões superficiais, acreditando ter um efeito bactericida. Clínicas estéticas também adotaram o uso da nova descoberta para procedimentos depilatórios.
Após algum tempo, casos como queimaduras, necroses, amputações e similares, começaram a acontecer com frequência. Alguns cientistas até começaram a suspeitar dos raios-x, provocam dermatite em seus próprios dedos a fim de provar a teoria. Mas durante muito tempo, apesar do surgimento de casos, a comunidade científica não acreditava que os raios-x pudessem trazer malefícios à saúde. Somente após a morte de uma assistente de radiologia, por diversas queimaduras e amputações, os jornais começaram a divulgar cada vez mais notas de falecimento. E a partir disso os médicos passaram a acreditam que o uso dos raios-x poderia ser fatal.
Curiosidade: não se tem registros de quaisquer lesões no descobridor dos raios-x. Röntgen era extremamente cuidadoso quanto à exposição, pois não acreditava que seus raios pudessem não ser nocivos.

## Equipamento

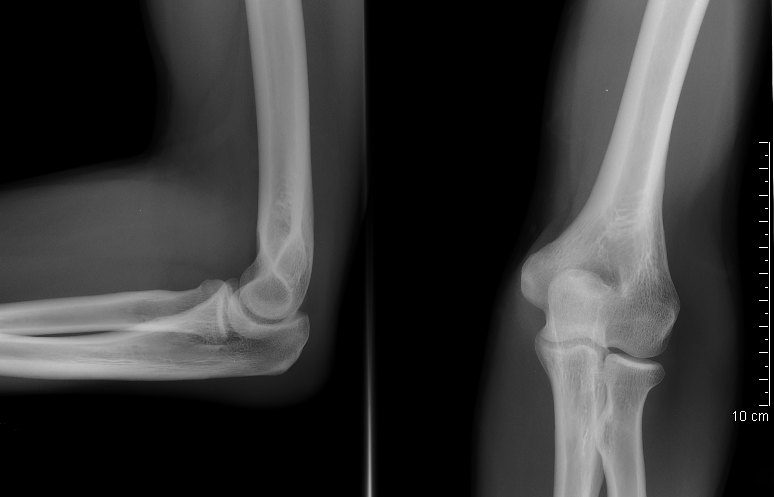
Uma radiografia simples do cotovelo

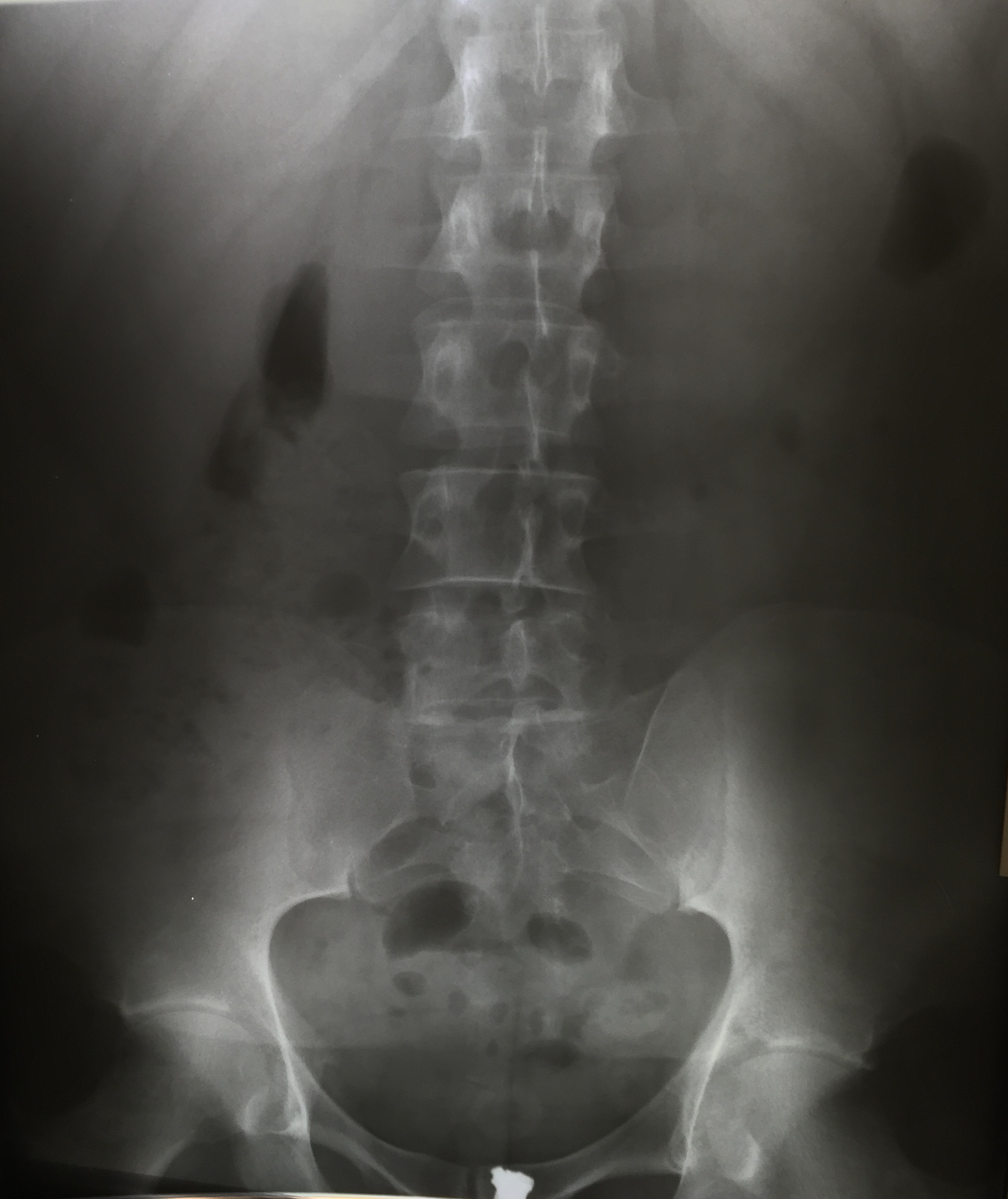
Radiografia AP da coluna lombar

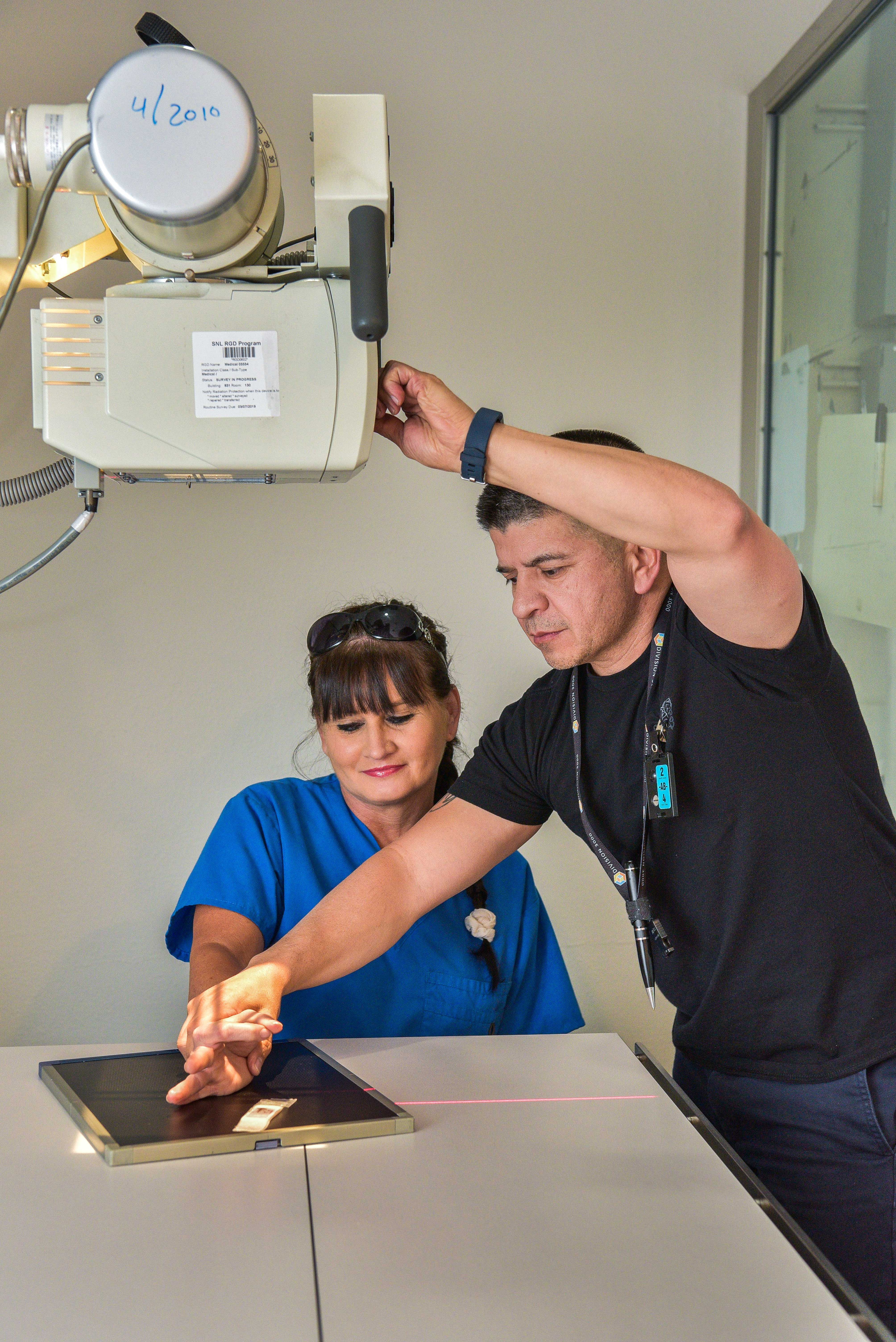
Uma mão preparada para ser radiografada

### Grelha
Pode ser colocada uma grelha anti-difusão entre o doente e o detetor para reduzir a quantidade de raios X difundidos que chegam ao detetor. Isto melhora a resolução do contraste da imagem, mas também aumenta a exposição do doente à radiação.

### Detectores
Os detectores podem ser divididos em duas categorias principais: detectores de imagem (como chapas fotográficas e película de raios X (película fotográfica), atualmente substituídos na sua maioria por vários dispositivos de digitalização, como placas de imagem ou detectores de painel plano) e dispositivos de medição da dose (como câmaras de ionização, contadores Geiger e dosímetros utilizados para medir a exposição local à radiação, a dose e/ou a taxa de dose, por exemplo, para verificar se o equipamento e os procedimentos de proteção contra as radiações são eficazes numa base contínua).

### Marcadores laterais
Um marcador anatómico lateral radiopaco é adicionado a cada imagem. Por exemplo, se o paciente tiver a sua mão direita radiografada, o técnico de radiologia inclui um marcador radiopaco “R” no campo do feixe de raios X como um indicador da mão que foi fotografada. Se não for incluído um marcador físico, o técnico de radiologia pode adicionar o marcador do lado correto mais tarde, como parte do pós-processamento digital.

### Intensificadores de imagem e detectores de matriz
Como alternativa aos detectores de raios X, os intensificadores de imagem são dispositivos analógicos que convertem prontamente a imagem de raios X adquirida numa imagem visível num ecrã de vídeo. Este dispositivo é constituído por um tubo de vácuo com uma ampla superfície de entrada revestida no interior com iodeto de césio (CsI). Quando atingido por raios X, o material fosforoso faz com que o fotocátodo adjacente emita electrões. Estes electrões são então focados por lentes de electrões no interior do intensificador para um ecrã de saída revestido com materiais fosforescentes. A imagem da saída pode então ser gravada através de uma câmara e visualizada.
Os dispositivos digitais conhecidos como detectores de matriz estão a tornar-se mais comuns na fluoroscopia. Estes dispositivos são constituídos por detectores pixelizados discretos, conhecidos como transístores de película fina (TFT), que podem funcionar indiretamente, utilizando detectores fotográficos que detectam a luz emitida por um material cintilador, como o CsI, ou diretamente, capturando os electrões produzidos quando os raios X atingem o detetor. Os detectores diretos não tendem a sofrer o efeito de desfocagem ou de espalhamento causado pelos cintiladores fosforescentes ou pelos ecrãs de película, uma vez que os detectores são activados diretamente pelos fotões de raios X.